# Región de Gao
La región de Gao (oficialmente, y en francés: région de Gao) es la séptima región administrativa de Malí. Su capital es la ciudad de Gao. La capital da nombre también a la región, limitada al sur por Burkina Faso y Níger, al este por la región de Ménaka al norte por la región de Kidal y al oeste por las regiones de Tombuctú y de Taoudeni.

## Historia
Desde finales del siglo XIX y hasta 1960 estuvo bajo control colonial francés, quedando encuadrada en la administración del África Occidental Francesa. Desde entonces ha formado parte de la República de Malí.
El 6 de abril de 2012 el Movimiento Nacional para la Liberación del Azawad, que aglutina a los independentistas tuareg que controlan la región, proclamó unilateralmente la independencia de Azawad respecto de Malí bajo el nombre de Estado Independiente de Azawad, sin haber recibido reconocimiento internacional alguno. Así pues, en la actualidad la región se encuentra de facto bajo control de Azawad, a pesar de que legalmente siga perteneciendo a Malí. La gran mayoría de la población de esta región habla Koyraboro Senni una variedad songhay oriental.

## Geografía

### Relieve
La región de Gao se caracteriza por un relieve monótono con predominio de dunas y planicies en el haussa (a la izquierda del río Níger) y de zonas de laterita y rocosa en la gurma (la parte derecha del río).

### Clima y vegetación
El clima es de tipo sahel-sahariano. La región de Gao se extiende en la parte norte por la zona saheliana y al sur por el Sáhara. El clima se compone de una estación seca de larga duración, entre 7 y 9 meses, seguida de una estación lluviosa de tres meses de media que caracterizan esta región. Las variaciones térmicas son muy importantes de una estación a la otra y entre el día y la noche; Las temperaturas pueden descender 20 °C en los meses de diciembre y enero. Los suelos están sometidos a una permanente acción de la erosión, lo que provoca una reducción de la calidad agrícola. La vegetación está dominada por plantas y árboles espinosos, es escasa fuera de las zonas cercanas al río Níger. Las zonas desérticas del norte apenas contienen vegetación. 

## Organización administrativa
La región está dividida en 4 cercelas o círculos:
- Círculo de Ansongo (85 847 habitantes); capital, Ansongo.
- Círculo de Bourem (78 925); capital, Bourem.
- Círculo de Gao (145 633); capital, Gao.
- Círculo de Menaka (25 571); capital, Ménaka.

## Población
La población es más numerosa en las zonas a lo largo del río Níger y en el valle que en las zonas pastorales más desérticas donde los pastores tuaregs practican el nomadismo. Esta región, se ha convertido con los movimientos migratorios, una zona en la que cohabitan varias etnias:
- songhay, entre los estos grupos destacan los koyraboro senni (songhay oriental) con unas 400 mil hablantes.
- bozo
- tuareg, tamashek
- peul
- bambara
- árabes (kunta, lamhar, tajakant)

Las poblaciones del valle practican la agricultura, el pastoreo y la pesca. Estas son sedentarias, aunque algunas familias propietarias de un importante ganado siguen sus animales en su trashumancia. Los árabes y tuaregs son sobre todo nómadas, su actividad principal es la ganadería. Los peuls, que son seminómadas, también se dedican al pastoreo.
Existe una migración anual durante la estación seca entre los meses de febrero y agosto. Las zonas de destino son sobre todo Ghana, Níger, Libia y Guinea. Existe también una migración al interior del país hacia los centros urbanos y comerciales (Bamako, Segú) y las zonas de producción agrícola. Es una población donde el Islam es dominante, practicado por todas las etnias. Sin embargo existen algunos cristianos católicos y protestantes, concentrados a nivel de los centros urbanos. La alimentación es casi la misma para todas las etnias también. Se basa en el arroz, el mijo y el pescado, completado con el consumo de leche y algunos productos hortícolas, legumbres y carne. Las poblaciones nómadas basan su alimentación en la leche, la carne, el arroz, el mijo y algunos productos importados.

## Economía

### Agricultura
Esta actividad ocupa la mayor parte de la población de la región, especialmente con el cultivo de arroz:
- Cultivo de arroz sumergido con unas 35 000 ha explotadas;
- Cultivo de arroz irrigado, con unas 1204,4 ha.
- Cultivo de sorgo;
- Cultivo de mijo, explotado principalmente en los círculos de Menaka, Ansongo, en una parte del círculo de Gao y en Burem;
- Patatas y mandioca, a lo largo del valle del río Níger;
- Cultivos hortícolas en los cuatro círculos de la región;
- Cultivo de tabaco en el círculo de Burem.

Los productos agrícolas registrados en la región ascienden a una media de 38.268 toneladas de cereales, de los cuales la producción de arroz es la más importante en cantidad. De todos modos, esta producción no cubre las necesidades alimentarias de la población aunque están en torno de las 84 426 toneladas, es decir el 54 % según los cálculos de los servicios regionales de Agricultura. El nivel de rendimiento, las inundaciones, la acción de los depredadores, la dureza pluviométrica y la falta de equipamiento son algunas de las causas que explican el bajo nivel de la producción agrícola de esta región.

### Ganadería y pesca
La ganadería es una de las principales actividades practicadas por la población de la región. Existen las siguientes especies:
- Bovinos: 272 600 cabezas
- Ovinos: 750 000 cabezas
- Caprinos: 910 000 cabezas
- Equinos: 2500 cabezas
- Asnos: 106 120 cabezas
- Camellos: 91 500 cabezas
- Aves: 218 000 cabezas

A pesar de la importancia relativa de estas cifras, la producción no cubre más que una pequeña parte de las necesidades alimentarias de la población. Por otro lado, la pesca es una actividad muy importante en esta región, practicada por una parte de la población para el consumo local y para la explotación (pescado fresco, seco y ahumado), a través de grandes centros urbanos y países vecinos (Níger, Nigeria, Ghana, Burkina Faso).

### Artesanía
Esta región es muy rica en la manufactura de artesanías. Las artes más desarrolladas son las de la marroquinería, terracota, el trabajo con mimbre y paja, el trabajo de forja, decoración y teñido de telas (batik). Aunque es un sector muy activo y competente, tiene algunas dificultades con la organización de las mercancías y los equipamientos.